# Сестра музыканта
«Сестра́ музыка́нта» — широкоформатный художественный фильм (музыкальная комедия) о жизни школьников-старшеклассников 70-х годов XX века, снятый братьями-режиссёрами Павлом и Исидором Хомскими на киностудии Мосфильм в 1971 году. Сценарий написан Анатолием Алексиным на основе его повести «Мой брат играет на кларнете» и одноимённой пьесы, по которой ранее театральный режиссёр Павел Хомский поставил имевший большой успех у зрителей спектакль в Московском ТЮЗе.
Премьера картины «Сестра музыканта» состоялась 20 ноября 1972 года.

## Сюжет
У одарённого молодого кларнетиста Льва есть младшая сестра Женька, которая мечтает посвятить всю жизнь служению брату и с упоением представляет себе, как в будущем он (в немалой степени благодаря её заботам) прославится, и отблеск его славы ляжет также на сестру гения: в его биографиях непременно будет отмечаться её роль в становлении знаменитого музыканта. Обнаружив, что Лёва влюбился в девушку Алину, Женька воспринимает это как досадную помеху своим планам, своей миссии и угрозу для восхождения брата на вершины славы в мире музыки. Брат готовится к конкурсу музыкантов-исполнителей. Желая избавиться от особы, отвлекающей предполагаемого гения от музыки, сестра прибегает ко лжи, сказав Алине, что у Лёвы уже есть невеста. Поверив ей, девушка не является на концерт. Из-за этого Лёва оказывается «не в форме». В конце концов девочка признаётся брату, что обманула Алину, и та из-за неё не пришла на выступление.

## В ролях
- Ирина Попова — Женька
- Светлана Смехнова — Алина
- Александр Вдовин — Лёва
- Нина Агапова — мама
- Владимир Шишкин — дедушка
- Евгений Меньшов — Квасов
- Наталья Воробьёва — Лиля
- Сергей Шевкуненко — Петька

## Награды
Фильм «Сестра музыканта» получил приз за режиссуру на кинофестивале в Карловых Варах (Чехословакия).